# آناهیت تونویان
آناهیت هوهانسی تونویان (ارمنی: Անահիտ Հովհաննեսի Տոնոյան؛ انگلیسی: Anahit Tonoyan؛ زادهٔ ۱۶ ژوئیهٔ ۱۹۴۲) شیمی‌دان و استاد اهل ارمنستان است.

## زندگی‌نامه
وی در ۱۶ ژوئیهٔ ۱۹۴۲ در ایروان به دنیا آمد و از دانشگاه دولتی ایروان (۱۹۶۶) و انستیتو شیمی‌فیزیک سمیونوف (۱۹۷۰) فارغ‌التحصیل گشت. وی همچنین برنده جوایزی همچون جایزه رئیس‌جمهور جمهوری ارمنستان (جایزه پوغوسیان) (۲۰۱۶) شد.

## یادداشت
1. ↑  քիմիական գիտությունների դոկտոր
2. ↑  «Պոլիմերային պրոցեսների մակրոկինետիկա» բազային գիտահետազոտական լաբորատորիայի ղեկավար